# 方秆蕨
方秆蕨（学名：Glaphyropteridopsis erubescens）为金星蕨科方秆蕨属下的一个种。

## 扩展阅读
- 維基物種上的相關：方秆蕨